# 盛街道
盛街道（さかりかいどう）は、岩手県奥州市水沢区（旧 水沢市）と同県大船渡市を結ぶ街道。
街道名は明治以降のものと考えられ、道筋の部分（区間）ごとに気仙街道、江刺街道、遠野道などとも呼ばれた。

## 概要
藩政時代、奥州街道水沢宿の不断橋を起点に奥州街道を北上、十字路で東に分岐する仙台藩領の脇往還である。人首（ひとかべ）、世田米（せたまい）、盛を結ぶ。住田町世田米から大船渡市盛町までの区間は現在の国道107号に相当する。

## 宿場
- 水沢宿　（岩手県奥州市水沢区）
- 岩谷堂宿（岩手県奥州市江刺区）
- 人首宿　（岩手県奥州市江刺区）
- 世田米宿（岩手県気仙郡住田町） - 旧世田米町
- 盛宿　　（岩手県大船渡市） - 旧盛町

## 峠
- 白石峠（住田町 - 大船渡市） - 現在の国道107号にある。